# توررنته د سینکا
توررنته د سینکا (به اسپانیایی: Torrente de Cinca) یک دهستان در اسپانیا است که در استان اوئسکا واقع شده‌است. توررنته د سینکا ۵۶٫۷۷ کیلومتر مربع مساحت و ۱٬۰۰۲ نفر جمعیت دارد و ۱۰۹ متر بالاتر از سطح دریا واقع شده‌است.